# Bad Blood (single van Bastille)
Bad Blood is een single van Bastille. Het nummer is ook de titelsong en het derde nummer van hun debuutalbum Bad Blood. De single werd uitgebracht in het Verenigd Koninkrijk op 17 augustus 2012.

## Muziekvideo
Een muziekvideo voor de release van Bad Blood werd voor het eerst op YouTube geplaatst op 29 juni 2012 en duurt 3 minuten en 34 seconden. De video werd geregisseerd door Olivier Groulx.